# Messier 60
M60 (Messier 60 / NGC 4649) is een elliptisch sterrenstelsel in het sterrenbeeld Maagd (Virgo) gelegen nabij M59 in de Virgocluster. Het stelsel is op 11 april 1779 ontdekt door Johann Gottfried Köhler.
M60 heeft een diameter van 120,000 lichtjaar en een absolute magnitude van -22.3.